# 玉屋 (百貨店)
玉屋（たまや、英: Tamaya）は、佐賀県と長崎県にある百貨店の屋号。現在、2社の「玉屋」を冠する企業がある。

## 概要
- 二代目田中丸善蔵（幼名善吉）が創業、佐世保玉屋は同族により経営されている。
- 現在は福岡県からの百貨店事業の撤退で、西九州地域に密着した展開を行っている。
- 髙島屋主体のハイランドグループに加盟[1]。シンボルマークに同じ「バラ」の花を採用しており、紙袋とレジ袋、ギフトカードのデザインは昔から高島屋と全く同じものを使用しており、高島屋のロゴの部分が玉屋のロゴに変わっただけである（ただし、高島屋は2007年に紙袋とギフトカードのデザインを変更したため、現在は両デパートで共通して使用されているデザインのものはレジ袋のみである[要出典]）。

## 店舗
- 全店舗日本百貨店協会に加盟している。
- 株式会社佐世保玉屋[2]

長崎県佐世保市栄町2番1号
1918年（大正7年）10月30日設立
- 株式会社佐賀玉屋[3]

佐賀県佐賀市中の小路2番5号（本館、南館）
1930年（昭和5年）12月3日設立
1933年（昭和8年）12月1日に佐賀市呉服町に開店
1965年（昭和40年）12月1日に佐賀市中央大通りの現在地に移転。

## 関連会社
株式会社タマヤサンローズ（店名：タマヤサンローズ）
北九州市小倉北区浅野二丁目14番2号 リーガロイヤルホテル小倉1階   
旧小倉玉屋従業員が中心となり設立、佐賀玉屋の北九州地区販売代行などを行っている。
玉屋のブランド名を借りて営業しているが、玉屋および田中丸一族との資本関係はなかった。新型コロナウイルスの影響による売上高減少などから2021年7月に破産申し立てを行い、店舗も閉店した。

## かつて存在した玉屋の店舗
- 小倉玉屋（1938年開店[6] - 2002年閉店[要出典]）
- 福岡玉屋（福岡県福岡市博多区中洲3-7-30[7]、1925年（大正14年）10月4日開店[8] - 1999年（平成11年）7月15日閉店[9]）
- 諫早玉屋※佐世保玉屋の運営であった[2]（1978年開店[2] - 2006年閉店[要出典]）。
- 伊万里玉屋※佐世保玉屋の運営であった[2]（1966年（昭和41年）4月[10]23日[要出典]開店 - 2016年（平成28年）1月31日閉店[11]）。
- （初代）香港玉屋（1942年（昭和17年）6月開店[12]）

ホワイトウェイ百貨店を松坂屋と共同経営する形で開店した。
- （2代目）香港玉屋（1966年開店[13] - 1972年閉店[要出典]）

- 福岡マルタマストアー（福岡市上呉服町12-14[14]）
- 福岡マルタマストアー長住店（福岡市長住5-15-10[15]）

1976年（昭和51年）11月に寿屋が設立した「寿屋マルタマ」に継承してスーパーマーケット事業から撤退。
- 長崎玉屋（佐世保玉屋・長崎支店）（長崎市新大工町5-35[17]、1969年（昭和44年）5月23日開店[18] - 2014年（平成26年）2月閉店[19]）

売場面積10,482m2。: 地下1階・地上7階建ての店舗で、1階売り場の約半分に「新大工町市場」が併設されていた。
2022年11月19日、旧長崎玉屋跡地の再開発施設「新大工町ファンスクエア」2階に長崎玉屋として店舗出店。日本百貨店協会には未加盟。
- 長崎マルタマストアー新地店（長崎市新地町9-1[20]、1963年（昭和38年）11月11日開店[20] - ?閉店）

売場面積1,785m2。
- 長崎マルタマストアー長崎バス店（長崎市新地町3-17[21]、1966年（昭和41年）10月28日開店[22] - ?閉店）

売場面積1,277m2。
- 長崎マルタマストアー住吉店（長崎市若葉町4-28[21][23]、1965年（昭和40年）3月12日開店[20] - 2019年（令和元年）8月31日閉店[24]）

売場面積964m2。
- 長崎マルタマストアー池島店（西彼杵郡外海町上浦池島郷字ヒシヤ川原1597[20]、1959年（昭和34年）6月2日開店[20] - ?閉店）

売場面積1,035m2。

## 歴史
※詳しくは、各店舗の項目を参照のこと。
- 1806年（文化3年） - 初代田中丸善蔵が、肥前国小城郡牛津村（現・佐賀県小城市牛津町牛津）西町で荒物店「田中丸商店」を開業[2]。
- 1894年（明治27年） - 軍事都市として栄えた佐世保に進出[2]。
- 1918年（大正7年）10月30日 - 佐世保玉屋の前身の「株式会社田中丸呉服店」に改組[2]。
- 1925年（大正14年）
  - 9月29日 - 福岡市東中洲町に福岡玉屋の前身の「株式会社玉屋呉服店」を設立[7]
  - 10月4日 - 福岡市初の百貨店として開業[8]。
- 1930年（昭和5年）12月3日 - ⽜津店を「株式会社玉屋呉服店」に改称[3]。
- 1933年（昭和8年）
  - 8月 - 佐賀市呉服町の佐賀県で最初の百貨店「丸木屋呉服店」ビルを買収[25]。
  - 12月17日 - 「株式会社⽟屋呉服店」を佐賀市呉服町に開店し、百貨店「佐賀⽟屋」開業[4]。
- 1934年（昭和9年） - 社名を「株式会社佐賀玉屋百貨店」に変更。
- 1938年（昭和13年） - 小倉玉屋の前身「菊屋百貨店」、小倉市（現・北九州市小倉北区）室町で開業[6]。
- 1942年（昭和17年） - 福岡玉屋が香港店開業[26]。
- 1945年（昭和20年） - 第二次世界大戦終結。小倉玉屋、米軍により接収。この状態が占領中続いた。
- 1962年（昭和37年）8月 - 福岡玉屋が玉屋リネン・サービス設立[7]。
- 1965年（昭和40年）12月1日 - 「株式会社佐賀玉屋」を佐賀市中央大通りの現在地に移転[5]。
- 1966年（昭和41年）4月23日 - 佐世保玉屋、子会社を設立して「伊万里玉屋」開業[27]（伊万里玉屋は日本百貨店協会には非加盟）。
- 1969年（昭和44年）5月 - 佐世保玉屋、長崎支店（長崎玉屋）開業[28]。
- 1999年（平成11年）7月15日 - 福岡玉屋閉店[9]。跡地は数年後に解体され、新たな商業ビルとなった[要出典]。
- 2002年（平成14年）3月 - 小倉玉屋、旧小倉そごう跡（現・コレット）の地下1階～4階に移転[要出典]。
- 2002年（平成14年）12月25日 - 小倉玉屋、百貨店廃業[要出典]。
  - その後、旧小倉玉屋を解雇された一部の従業員、佐賀玉屋の支援を受け、リーガロイヤルホテル小倉の1階にショップ「サンローズ」をオープン[要出典]。
- 2005年（平成17年） - 財団法人田中丸コレクション（田中丸善八による九州古陶磁コレクション）より、九州国立博物館ならびに福岡市美術館に所蔵品を寄託すると発表[要出典]。
- 2006年（平成18年） - 創業200周年。
- 2016年（平成28年）1月31日 - 伊万里玉屋閉店[27]